# Nemoria albilineata
Nemoria albilineata är en fjärilsart som beskrevs av Samuel E. Cassino 1927. Nemoria albilineata ingår i släktet Nemoria och familjen mätare. Inga underarter finns listade i Catalogue of Life.